# Orlen Arena
Orlen Arena – hala widowiskowo-sportowa znajdująca się w Płocku.

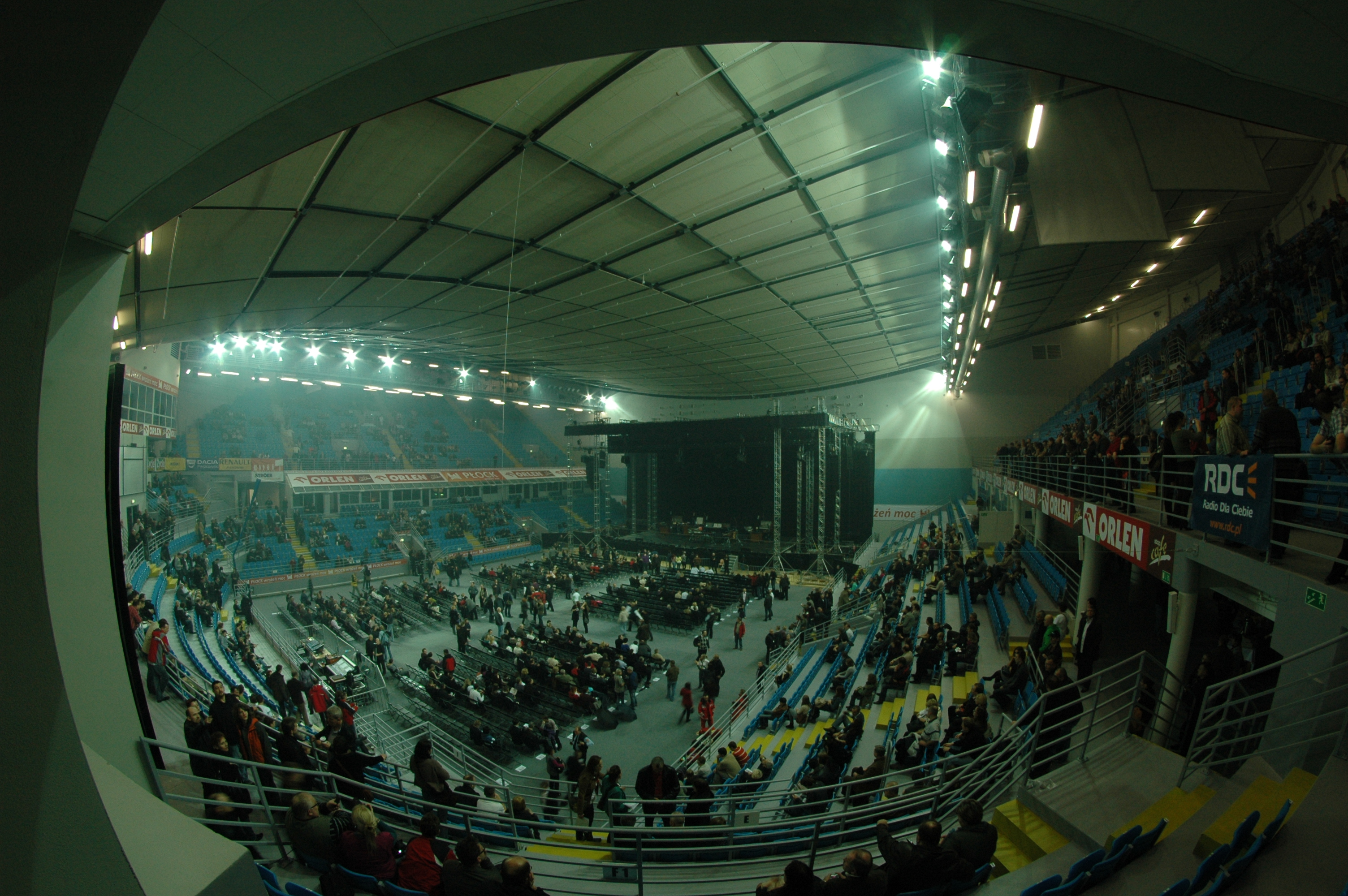
Orlen Arena przed koncertem Jeana Michela Jarre’a w 2010 roku

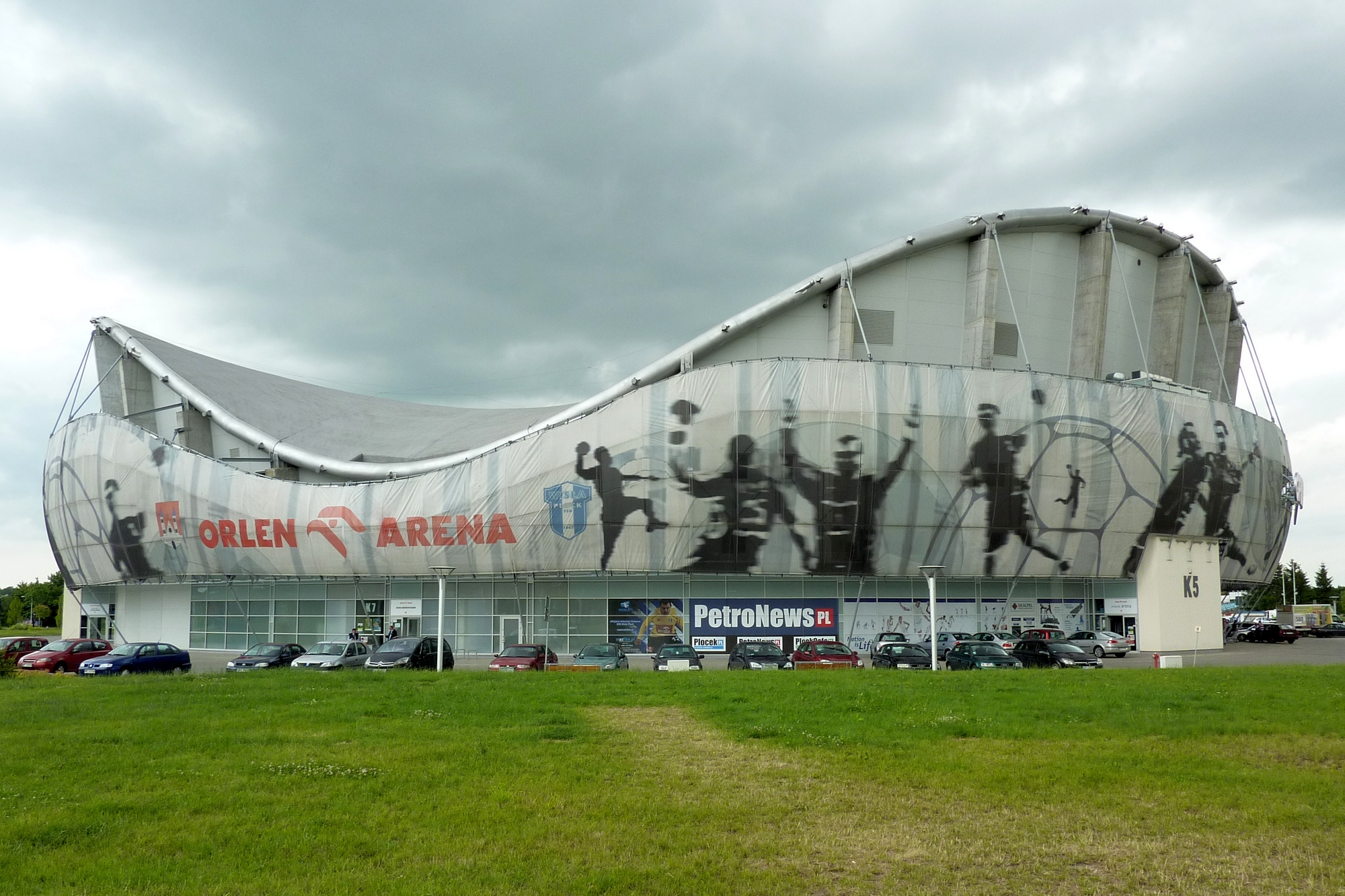
Orlen Arena

## Funkcje hali
Hala przeznaczona jest między innymi do organizowania zawodów piłki ręcznej, piłki siatkowej, koszykówki, tenisa, tenisa stołowego i sportów walki. Obiekt jest przystosowany również do organizowania spektakli teatralnych i kinowych, koncertów, konferencji, sympozjów i wystaw. W hali jest jeden duży lokal gastronomiczny oraz małe bufety.

## Lokalizacja
Hala znajduje się na placu Celebry Papieskiej, przy stadionie Wisły ok. 2 km na północ od Starego Miasta.
Przy hali jest 500 miejsc parkingowych dla samochodów osobowych oraz 20 dla autokarów.
Dojazd do hali zapewnia głównie komunikacja miejska linie 3, 4, 7, 20, 22, 24, 32. 33, 35, N1.

## Widownia
Miejsca stałe
- 5029 miejsca
- loże VIP: 224 miejsca
- dziennikarskie: 100 miejsc
- dla niepełnosprawnych: 28 miejsc

Miejsca dodatkowe
- przenośne siedziska: 111 miejsca na płycie

Razem
- 5492 miejsc.

## Parametry techniczne
- Wymiary budynku: 92 m wymiar koła
- Wymiary areny sportowej: 50/30 m
- Wysokość wewnętrzna : 19–25 m (dach w kształcie fali)

## Najważniejsze wydarzenia
Oficjalna inauguracja hali odbyła się 13 listopada 2010 koncertem Jeana Michela Jarre’a, a sportowa podczas meczu PGNiG Superligi Mężczyzn – Orlen Wisła Płock – Vive Targi Kielce.

## Budowa
Budowa rozpoczęła się w 8 kwietnia 2009 i zakończyła w listopadzie 2010 roku. Generalnym wykonawcą hali w części budowlanej była firma Vectra SA. Koszt budowy wyniósł około 120 mln zł, a fundusze pochodziły głównie z budżetu miasta Płocka oraz w niewielkiej części z dofinansowania celowego z Ministerstwa Sportu i Turystyki. PKN Orlen został tytularnym sponsorem już po wybudowaniu obiektu, w wyniku zawarcia umowy z miastem w zakresie sponsoringu obiektu. 